# Hollick-Kenyon Peninsula
Hollick-Kenyon Peninsula – pokryty lodem półwysep na Antarktydzie, położony pomiędzy Wybrzeżem Bowmana i Wybrzeżem Wilkinsa. Został odkryty i częściowo sfotografowany z powietrza w 1935 roku przez Lincolna Ellswortha, podczas jego pierwszego przelotu trans-antarktycznego z Dundee Island do Morza Rossa. Został nazwany na cześć Herberta Hollicka-Kenyona, pilota lotu Ellswortha, którego demonstracja możliwości lądowania i startu samolotu w izolowanych obszarach stanowiła istotny wkład w rozwój lotnictwa na Antarktydzie.